# 포시타노
포시타노(이탈리아어: Positano)는 이탈리아 캄파니아주 살레르노도에 있는 코무네이다.

## 역사
포시타노는 아말피 공화국의 항구 중 하나였다.

## 같이 보기
- 소렌토 반도
- 아말피 해안